# Periș, Mureș
Periș (în maghiară Körtvélyfája) este un sat în comuna Gornești din județul Mureș, Transilvania, România. Satul Periș se află situată pe malul stâng al râului Mureș și este traversat de Drumul Național (DN) 15 care asigură legătura câmpiei Transilvane prin defileul Deda – Toplița cu Moldova și prin Bistrița cu Maramureșul și Moldova de Nord, aflându-se la o distanță aproximativ egală față de reședința județului Mureș, municipiul Târgu Mureș (21 km SSV) și fața de orașul Reghin (12 km NNE).
Satul Periș din punct de vedere administrativ aparține comunei Gornești care este alcătuit din mai multe sate : Gornești situat în centru, Iara de Mureș, Teleac, Petrilaca de Mureș – spre est, Mura Mică și Mura Mare, Ilioara, Pădureni spre sud – est. Satul Periș este situat în nordul comunei și are ca vecini direcți următoarele sate: la sud, sud – vest satul Gornești, la est satul Petrilaca de Mureș, la nord, nord – vest satul Petelea, și la vest satul Voivodeni.

## Atestarea documentară și evoluția denumirii satului
Prima atestare documentară a satului Periș apare în colecția de documente și scrisori de la Clujmănăstur (“Kolozsmonostori Konvent Jegyzökönyvei”), vol. I, pag. 261 sub forma de Possesion Kerthvelfa, Possesion Kerthwelfaya, într-o scrisoare de donație în care aflăm că în acestă localitate se afla moșia unui anumit Zekel (Székely) Péter; în anul 1443 apare în forma de Villa Kerthwelfaya și Possesion Kerthwelfaya, în anii 1458, 1488, 1497 apare sub denumirea de Possesion Kewrthwelfaya, între 1587 – 1589 sub forma latinizată de Pirus, în 1550 - Possesion Kortvelyfaia, 1634 - Kortovelyfaia, 1620 – Keortueli, 1451 – Körtvelyfája, 1760 – 1762 Körtovelyfalva, conscripția Buccow, 1762 – Kortefája, 1800 - Kortvelyfaja , 1808 – pagus Kortvélyfalva; Kürtvelyfalva; Kurtifája, 1838 - Körtvélyfája; Körtvely-fája; Birbaun; Kutefája , 1850 - Körtefája; Kurtifája; Birnbaun, 1857 – Kortvelyfája; Birnbaun; Curtifaja; Curtifaia , 1910 – Körtevélyfája; Bengút; Dellő, 1925 – Periș, 1940 – 1944 Körtvélyfája, 1956 – Periș; Körtvélyfája, 1960 – Periș.

## Încadrarea administrativ teritorială
De-a lungul timpului localitatea a făcut parte din mai multe unități administrativ – teritoriale. Până în 1877 a făcut parte din comitetul Turda, care era împărțit în 1813 în două cercuri cu 12 plase: de Sus și de Jos. Satul Periș îl regăsim în circumscripția Iara de Mureș („bezirk Marosch – Járaer”) sub denumirea de Körtvélyfája, în plasa de Sus a comitatului Turda . Circumscripția cuprindea 13 sate: Erdő-Csanád (Pădureni), Erő–Szengyől (Sânger), Gernyeszeg (Gornești), Hét–Bük (Habic), Kis–Illye (Ilioara), Kis–Szederjes (Mura Mică), Nagy–Szederjes (Mura Mare) Máros–Jára (Iara de Mureș), Magyar–Péterlaka (Petrilaca de Mureș), Olah–Nádos (Nadășa), Sáromberke (Dumbrăvioara), Telek (Teleac) și Körtvélyfája (Periș ) .
	Revoluția de la 1848 – 1849 a făcut ca în 1850 împărțirea administrativă a teritoriului Transilvaniei să difere de cele ulterioare. Comitatele și scaunele au fost înlocuite cu 5 districte militare: Alba Iulia, Cluj, Sibiu, Reteag, Odorhei și două regimente de graniță. Perișul făcea parte din Districtul Militar Reteag, Circumscripția Gurghiu, Cercul Beica de Jos.
Din 1873 satul va aparține comitatului Mureș – Turda, format din Cercul de Sus al comitatului Turda și fostul scaun al Mureșului. 
	În 1918 în comitatul Mureș – Turda existau 6 plăși (cercuri pretoriale). Până în 1949 Perișul era inclus în plasa Reghinul de Jos.
	După 1950 Perișul a făcut parte din Regiunea Mureș Autonomă Maghiară, raionul Reghin, iar conform noii și actuale împărțiri administrativ – teritoriale satul se află în județul Mureș, comuna Gornești din care fac parte satele: Gornești, Iara de Mureș, Teleac, Mura Mare, Mura Mică, Ilioara și Pădureni.

## Obiective turistice

### Biserica reformată din Periș

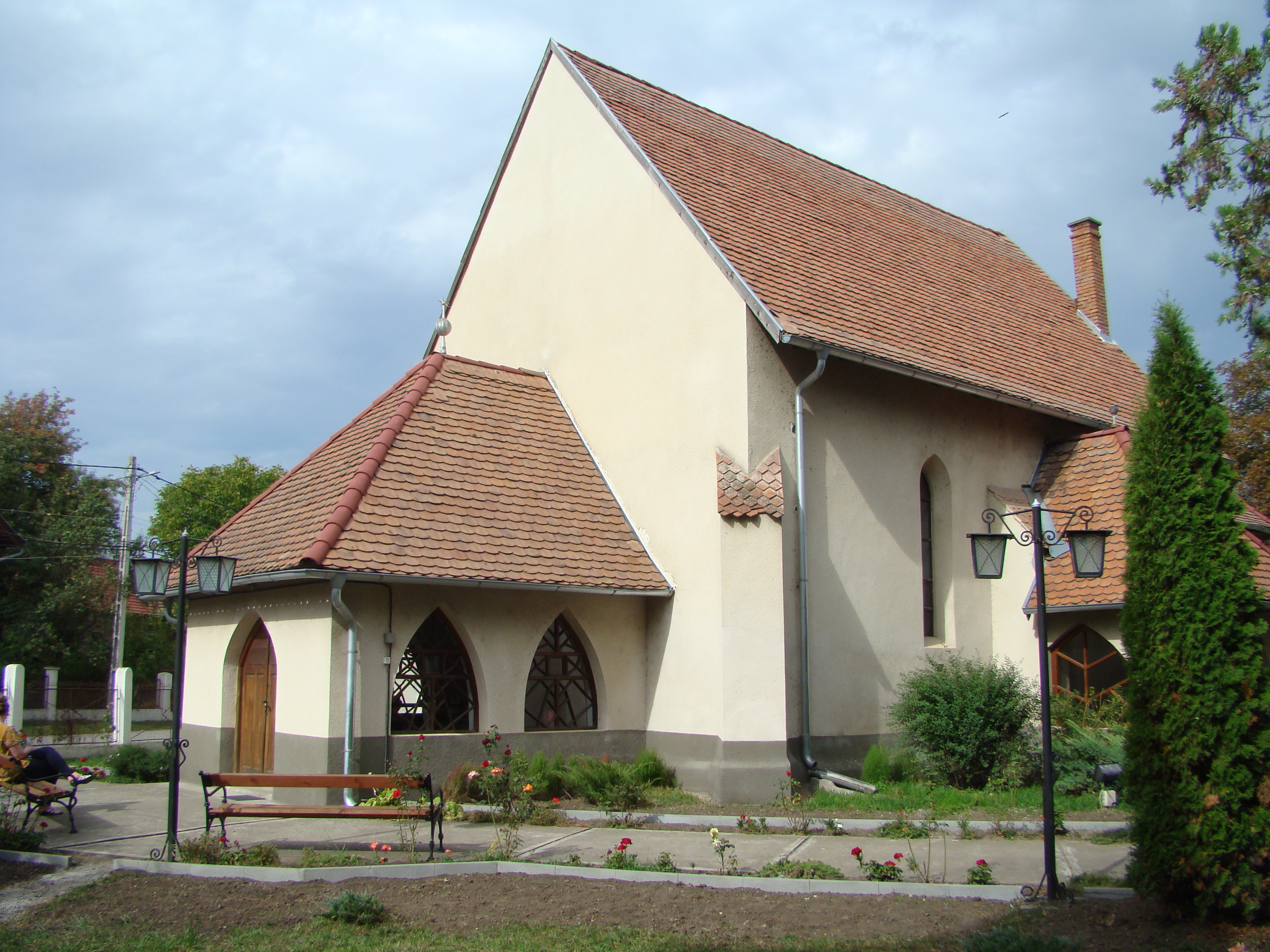
Biserica reformată (monument istoric)

Biserica reformată din Periș datează din secolele XIII – XVI odată cu apariția satului nu există însă nici un document care să ne arate data exactă a construcției. După tradiția orală, aflăm ca biserica a fost la început în patrimoniul bisericii catolice, a ordinului Dominican. Ulterior, după reforma protestantă, ea este preluată de noua religie dominantă din Transilavania, cea reformată calvinistă

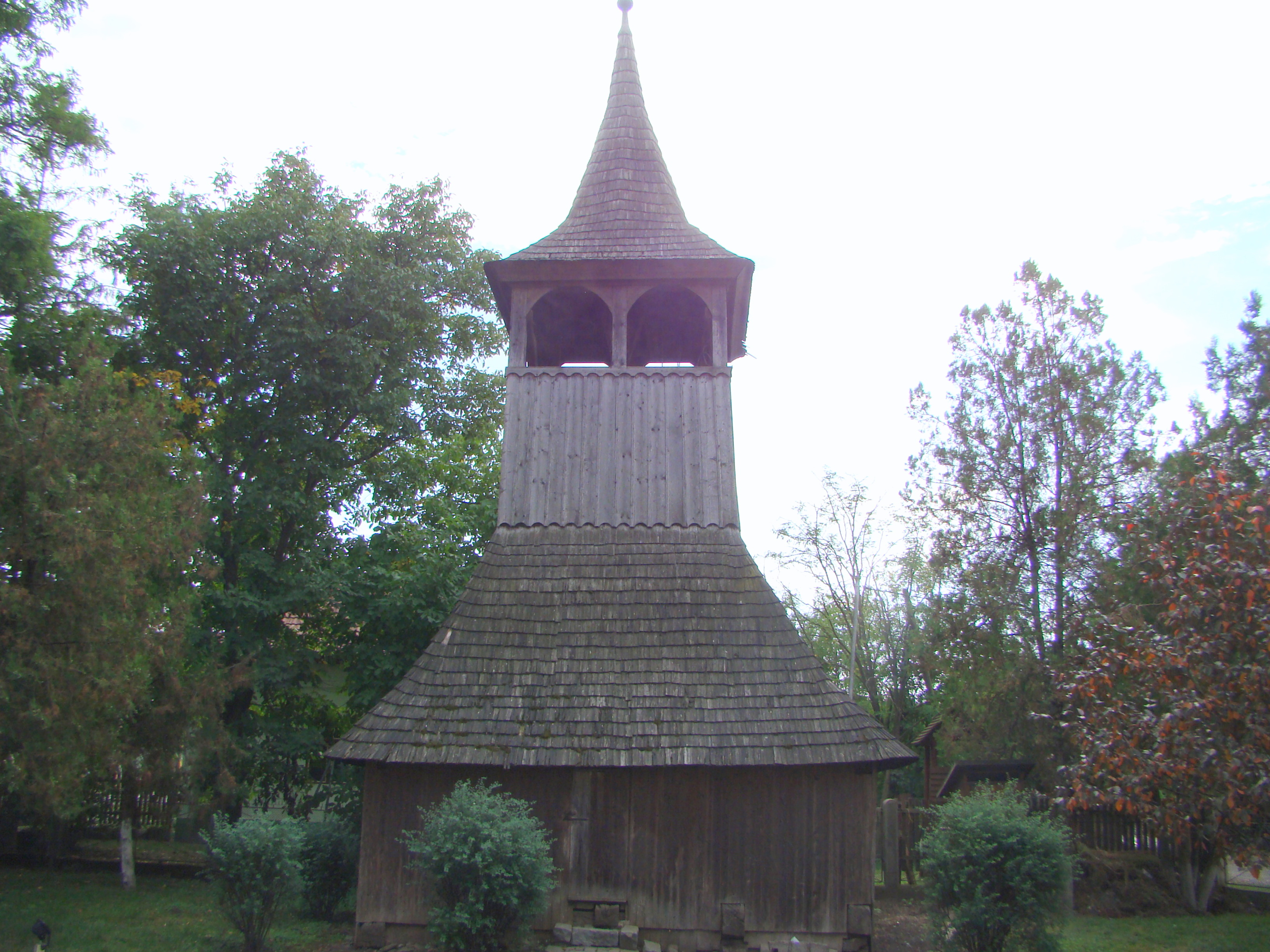
Clopotniţa bisericii reformate-calvine

Biserica este construită în stil gotic, însă de-a lungul anilor a suferit multe reparații. Biserica în forma originală era alcătuită dintr-o navă centrală și o absidă, planul bisericii urmărind planul goticului radiant, biserica având cel mai mare echilibru între înălțime, lățime, în raport de gol și plin. La fel și geamurile bisericii păstrează forma originală a arcului gotic.
Interiorul bisericii urmează stilul bisericilor protestante, decorația fiind minimă. Din anul 1731 datează câteva bănci donate de către Bánfi Eva. Altarul era construit din cărămidă și datează din anul 1837, el este dărămat și schimbat în 1951, vechea pătura decorativă de pe altar datează din 1889, ea fiind donată de către Korondi Mária, însă ea este schimbată în anul 1935 de către Asociația Femeilor Reformate din Periș. Masa Domnului datează din anul 1806 fiind donată de către Imreh Therézia însă și ea este schimbată în anul 1951. Orga bisericii datează din anul 1839, fiind construită de Binder János. Candelabrul din fier, opera artistului Puskás Sándor, este donat în anul 1966, de către pastorul Fekete János și Demeter József, curatorul bisericii. Tot de câtre pastorul reformat al satului Periș și Protopopul Ghiurghiului, Fekete János este construit și noul portic, situat în partea nordică a bisericii, în anul 1988. Gardul înconjurător al bisericii este făcut de către comunitatea reformată din Periș, în anul 1976.

### Clopotnița bisericii reformate din Periș
În curtea bisericii Reformate mai este situată o clopotniță veche de aproximativ 300 de ani. Din 1741 deja era situată lăngă o biserica reformată din împrejurimea localității studiate, iar din 1786 aparține bisericii reformate din Periș. Ea stă până în zilele noastre în forma sa originală. În anii 1931, 1391 și 1998 ea suferă renovări, fără modificări sau adăugiri.

### Biserica ortodoxă din Periș
Biserică construita in perioada interbelica 1937, este construit in stil baroc cu o nava centrala si un altar are o fundație de beton, cu pereți din cărămidă, acoperișul din țiglă și turnul acoperit cu tablă, decoratiunea este facuta in stil bizantin ortodox clasic.

Biserica ortodoxă din Periş

### Biserica romano-catolică din Periș
Biserica Romano – Catolică din Periș este în prezent filia Iara de Mureș, poartă hramul Sfântului Anton de Padova.

Biserica romano–catolică din Periş

## Etnografie
Din punct de vedere etnografic, localitatea studiată aparține zonei valea Mureșului Superior.
Cele mai vechi date referitoare la etnografia localității se pot culege de la oamenii mai în vârstă al localității care înca mai păstrează vechile tradiții ale satului.
Localitatea se încadrează din punct de vedere tipologic între satele răsfirate. Gospodăriile au o organizare liniară. Cu construcții înșirate în lungul curții începănd cu casa, care este amplasată înspre uliță și încheiând cu grajdul lângă care sunt depozitate furajelele, într-o îngrăditură aparte, înspre marginea grădinii de legume. Între cele două construcții principale se află cotețele pentru animale mai mici și alte anexe. Gardurile din fața gospodăriilor s-au diferențiat în timp datorită materialelor folosite și al tehnicilor de construcție. În general în jurul gospodăriilor au apărut de timpuriu, garduri de lemn. Pentru confecționarea lor s-au folosit conifere (molid, bred, pin). În a doua jumătate a secolului nostru, gardurile din lemn au fost înlocuite în fața a mai multe gospodării cu ziduri de piatră și cu garduri de fier.
Casele din Periș au avut un pronunțat specific zonal. Aici construcțiile s-au ridicat din material inferior: lut, nuiele, paie sau stuf.
Ocupațiile locuitorilor din satul Periș se bazează mai ales pe agricultură și creșterea animalelor. Până la sfărșitul epocii moderne țăranii din localitatea studiată au lucrat cu unelte primitive (plug din lemn). La începutul epocii contemporane, uneltele au început sa se dezvolte au început să apară pe domeniile familiei Teleki și Mark apoi și la țărani mașini de semănat, prășitoare de porumb dintre cele mai dezvoltate din acea perioadă. Pe lăngă ocupațiile de bază au fost practicate sezonier, ocupații secundare ca plutăritul, vânătoarea, ocupații casnice cum ar fi prelucrarea fibrelor textile, confecționarea îmbrăcămintei și pregătirea hranei zilnice. Foarte mulți copii și și femei erau trimise la slujit în diferite orașe ca de exemplu Cluj –Napoca, București chiar și Budapesta.
Portul popular a apărut și a evoluat fiind influențat cel mai mult de climă, pentru că îmbrăcămintea călduroasă a constituit o necesitate vitală, în evoluția portului popular se dinsting două perioade. O primă perioadă a fost cea a economiei naturale, când au dominat piesele tradiționale, din materiale țesute în gospodării, din cânepă. in și lână. O a doua perioadă în evoluția portului popular a început odată cu dezvoltarea economiei de schimb. Intensificarea legăturilor cu orașele Reghin și Târgu Mureș, în care s-au dezvoltat meșteșugurile, au influențatevoluția portului popular, prin apariția fabricilor de confecționare a rochiilor, șorturilor, bluzelor, vestelor și implicit al îmbrăcămintei. Portul popular a fost încet schimbat cu aceste haine confecționate de câtre fabrici.
De-a lungul istoriei în localitatea studiată au trăit împreună două naționalități, români și maghiari. Fiecare naționalitate avea portul său specific și tradițional. Portul național românesc a fost bogat în elemente trediționale. Ornamentarea costumelor de muncă a fost mai simplă, mai sobră decât a celor sărbătorești. Acest port popular a evoluat sub influența portului popular moldovean.
Portul popular maghiar a fost și ea sub amprenta elementelor tradiționale. Costumele tradiționale caracteristice localității studiate au fost costumul femeiesc cu rochii colorate, cu cămașă albă, fustă colorată care avea ca bază culoarea gri, pe lăngă acestea izmene, cioareci, laibere, cizme de piele și pălării mari pe cap.
Folclorul muzical și literar nu are aspecte specifice localității, fiind sub influența zonei Mureșului. La diferite ocazii sunt folosite strigători și cântece la nunți și petreceri, descântece pentru bolnavi, poezii și cântece le sărbători religioase și istorice. Jocurile populare sunt: învărtita iute, înceată și ceardașul maghiar și cel tigănesc, jucat în perechi, jocul femeiesc, jucat separat.
Colindul de Crăciun: grupuri de băieți și fete intră în curtea gospodarului și colindă la ușă sau la fereastră în seara zilei de 24 Decembrie, după care sunt invitați în casă și serviți cu prăjituri și vin cald.
Uratul de An Nou: în seara ultimei zile de a anului băieți cu bice și clopoței intră în curtea gospodarului și îi urează un An Nou fericit, îmbelșugat și sănătate.
„Farsangul” (Carnaval) este un alt obicei tradițional maghiar. Această manifestare are loc în ultima zi de Farsang, sărbătoare tradițională care începe dupa Bobotează și se sfărșește după Lăsatul Secului în asteptarea primăverii este un obicei legat de învierea timpului anual. La acest ritual participă feciorii și fete care poartă diferite măști, care parodiază în principal nunta si logodna. Măștile sunt animaliere (urs, lup) și umane (doctor, ghicitor, preot, țigan, mire, mireasă), confecționate după imaginația fiecăruia. Această perioadă de distracții se încheie în așa numita "miercure cenușie", în data de 21 februarie, odată cu intrarea în Postul Paștelui cu organizarea unui Bal de Farsang . Petrecerea de Farsang își are originea într-un ritual medieval apărut in Europa în 1126, pe care maghiarii din Transilvania l-au adoptat doar in secolul al XVI-lea. 	
Bradul împodobit cu flori din hărtie colorată este dus de băieții mai tineri la fetele din sat, iar dacă o fată este curtată de un băiat ca semn al dragostei lui pune pe ascuns seara un brad împodobit pe poarta casei în seara ajunul de Paștelui. În prima zi de Paști un alt obicei care este specific satului Periș este furatul porților. Feciorii se sfătuiesc, se asociază mai mulți și îl pedepsesc pe gospodarul mai „cărpănos”, care obișnuiește sa fie mai „închis”, mai putin comunicativ, mai puțin prezent în viața comunității. De cele mai multe ori, sunt însă vizați gospodarii care au fete de măritat, ținute prea din scurt, pe care nu le prea lasa să iasă seara la poartă. Porțile omului sunt scoase din țățăni si duse cât mai departe de casă, aruncate în pârăul din sat sau ascunse. Uneori, porțile de la curte sunt schimbate cu cele ale altui gospodar care locuiește în altă parte a satului. Recuperarea porților, imaginea omului care trece pe ulită cu poarta în spate, este un prilej de haz general. Azi, obiceiul e mai dificil de practicat, căci multe porti sunt din metal, deci mai greu de scos din tâtâni si de transportat. În cea de-a doua zi de Paști, băieții stropesc fetele cu apă de colonie și le urează să-nflorească și să crească cât mai înalte și mai frumoase, iar fetele îi servesc cu ouă roșii, prăjituri și vin.
Cel mai important dintre toate balurile era cel al Culesului Strugurilor, vestitul Szüreti Bál, organizat toamna după recoltarea viilor. Această petrecere în cinstea lui Bachus debuta cu o paradă pe străzi, în fruntea alaiului mergând un car tras de cai. Imediat după car mergeau lăutarii, care interpretau cântece de pahar. Câțva tineri împărțeau vin oamenilor și le invitau la balul de peste noapte. Petrecerea ținea până a doua zi în zori.
Sărbătoarea recruților: recruții organizau un joc sămbăta seara înainte de a pleca în armată, pentru a-și lua rămas bun de la prieteni, prietene și de la sat. Însă după noile reglementări, armata nemaifiind obligatoriu tradiția nu mai există.
Aceste obiceiuri și tradiții de origine maghiară erau binevenite și sărbătorite și de comunitatea română din sat, care le-a asimilat. Din păcate însă aceste tradiții nu mai sunt păstrate atât de bine de câtre noua generație din localitatea studiată.